# جاي سوتو
جاي سوتو (بالإنجليزية: Jay Soto)‏ هو عازف جاز أمريكي، ولد في 1972.